# Тайное оружие (фильм)
«Тайное оружие» (англ. Concealed Weapon) — триллер 1994 года режиссёра Дэйва Пэйна и Милана Зивковича.

## Сюжет
Фильм повествует о том, как обманутых югославов и поляков, подсунув им фальшивые документы, вместо того, чтобы вывезти в Америку превращают в рабов.
Актёр получает у хорошо известного кинопродюсера ведущую роль фильме. Однако вместо выгодной работы над картиной для него это оборачивается неприятностями, потому что главная роль оказывается частью замысла убийства, а её исполнитель становится главным подозреваемым этого преступления.

## В ролях
- Дэйв Пэйн — Оливер Райт
- Сьюзэнн Вук — Нина
- Джули Балти — Сандра
- Брик Рэйдж — наёмный убийца
- Roy Boesch — врач
- Марк Дрисколл — Фред Болдвин
- Кэрен Стоун — девушка Фреда
- Боб МакФэрлэнд — Райан
- Кристофер Бойер
- Линда Миллер — агент таможни
- Лиза Бойл — польская эмигрантка
- Даг Макки — Петрович
- Тим Перри

## Съёмочная группа
- Авторы сценария: Дэйв Пэйн, Милан Зивкович
- Режиссёр: Дэйв Пэйн, Милан Зивкович